# Caecilia thompsoni
La cecilia de Thompson (Caecilia thompsoni) es una especie de anfibio de la familia Caeciliidae. Es endémica de Colombia: en concreto, del valle del Río Magdalena. Es la segunda especie más grande de Caecilia (por detrás de la cecilia de Günther), y puede alcanzar la longitud de 1,5 metros y pesar cerca de un kilogramo. Sus hábitats naturales incluyen bosques tropicales o subtropicales húmedos y a baja altitud, montanos húmedos tropicales o subtropicales, plantaciones, jardines rurales y zonas previamente boscosas ahora muy degradadas.